# Sylvie Bonvin-Sansonnens
Pour les articles homonymes, voir Bonvin et Sansonnens.
Sylvie Bonvin-Sansonnens, née le 25 octobre 1971 dans la Broye (originaire de Forel), est une personnalité politique fribourgeoise, membre des Verts.
Elle est conseillère d'État depuis 2021, à la tête de la Direction de l'instruction publique, de la culture et du sport.

## Biographie
Sylvie Bonvin-Sansonnens naît Sylvie Sansonnens le 25 octobre 1971 à Estavayer-le-Lac. Elle est originaire du même lieu, plus précisément de l'ancienne commune de Forel.
Elle grandit dans la Broye, du côté vaudois, à Granges-Marnand, dans une fratrie de trois enfants. Son père est agriculteur et syndic de Rueyres-les-Prés de 1991 à 1998, ; sa mère, née Donatienne Broye, est ouvrière et s'occupe du foyer.
Elle suit sa scolarité obligatoire à Granges et Payerne, où elle côtoie la conseillère d'État vaudoise Christelle Luisier, puis le gymnase à Yverdon, en section latin-anglais. Sa famille s'installe à Rueyres-les-Prés en 1989. L'année suivante, après un séjour au pair au Tessin, elle fait un stage RP auprès d'un journal local d'Estavayer et travaille comme pigiste pour plusieurs titres. Elle tient un temps une chronique dans l'hebdomadaire romand Terre et nature. Ses textes font l'objet d'une publication en 2021,,.
En 1998, elle devient secrétaire du syndicat Uniterre, où elle côtoie Fernand Cuche. Après avoir obtenu un CFC d'agricultrice en 2003, elle reprend en 2005 l'exploitation agricole familiale. Elle passe en bio en 2012. En 2015, elle devient la première femme à obtenir une maîtrise fédérale agricole,.
Elle épouse Steve Bonvin en 1997, directeur des ressources humaines à la Radio télévision suisse, avec qui elle a deux enfants. De confession catholique, elle a été secrétaire de la paroisse de Rueyres-les-Prés.

## Parcours politique
Elle accède au Grand Conseil du canton de Fribourg en 2015, où elle succède à Louis Duc, décédé en fonction. Ami de sa famille, celui-ci est considéré comme son mentor en politique. Alors qu'elle s'était présentée à l'élection cantonale sur la liste indépendante de son prédécesseur, elle rejoint Les Verts à l'automne 2014 pour se présenter en 2015 à l'élection au Conseil national, où elle n'est pas élue. Après avoir pris ses fonctions au Grand Conseil fribourgeois, où elle prend la tête de son groupe en 2017, elle devient en 2021 la première représentante de son parti à présider l’hémicycle,.
Elle est candidate en 2018 à la succession de Marie Garnier au Conseil d'État fribourgeois. Critiquée pour son manque d'expérience et de notoriété, elle n'est pas soutenue par le Parti socialiste suisse, qui présente sa propre candidate en la personne de Valérie Piller Carrard. Elle termine en troisième position au premier tour.
Elle est élue au Conseil d'État fribourgeois au second tour, le 28 novembre 2021, en cinquième position des sept élus, après être arrivée en deuxième place à l'issue du premier tour sur une liste unie de la gauche,. Elle prend la tête de la Direction de l'instruction publique, de la culture et du sport le 1er janvier 2022. Touchée par un probable cancer, elle est contrainte d'arrêter temporairement ses fonctions au Conseil d'État à partir de novembre 2023. Son département est repris par son collègue libéral-radical Didier Castella.

## Autres mandats
Elle préside notamment une association suisse d'éleveurs de chevaux de trait de races françaises, dont elle est la fondatrice, et l'association Bio Fribourg.

## Publications
- Les chroniques d'une paysanne, Terre et Nature, mars 2012, 107 p. (ISBN 9782839910156)
- La Ferme! : Lexique imagé du monde paysan  (ill. Emilie Reinhard), Éditions du Bois Carré, septembre 2021, 256 p. (ISBN 978-2-9701088-9-4)